# Second Hand News

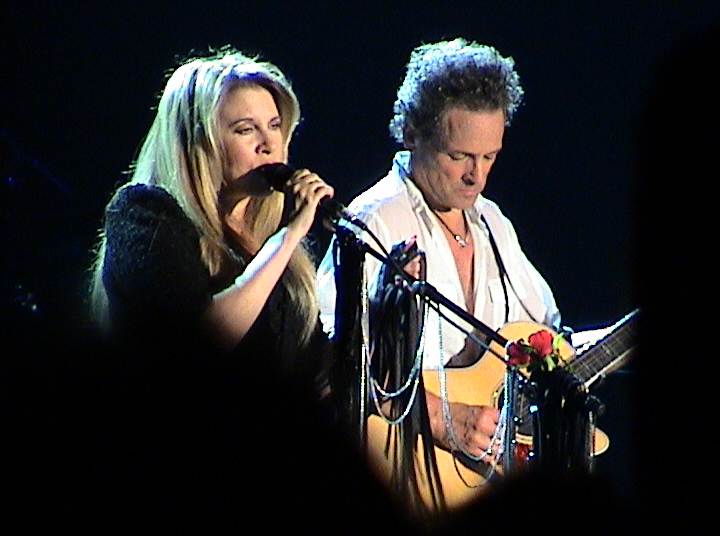
Stevie y Lindsey (Oberhausen 2003).

«Second Hand News» es una canción interpretada por la banda británica Fleetwood Mac. Fue publicado como la canción de apertura de su undécimo álbum de estudio Rumours (1977).

## Antecedentes
«Second Hand News» fue uno de los principales candidatos para la pista principal del álbum Rumours. Según el autor Jacob Hoye, sus primeras líneas “I know there's nothing to say/Someone has taken my place” establecen el ambiente para todo el álbum. «Second Hand News» es una de varias canciones de Rumours que refleja la ruptura romántica de Lindsey Buckingham y su compañero de banda Stevie Nicks. La canción se inspiró en la redención que Buckingham estaba encontrando en otras mujeres después de la relación fallida con Nicks. Canta que aunque no confía en su amada y no puede vivir con ella, tampoco puede vivir sin ella. El biógrafo de Fleetwood Mac, Donald Brackett, destaca la ironía de líneas como “One thing I think you should know/I ain't gonna miss you when you go”.
Según Buckingham, la canción incorpora influencias de canciones folk escocesas e irlandesas. Buckingham presentó originalmente la canción a la banda en la guitarra sin letra, con el título provisional de «Strummer». «Strummer» ha aparecido en varias reediciones de Rumours, incluida la edición de 3 discos lanzada en 2013. Buckingham inicialmente ocultó la letra para evitar discutir con Nicks al respecto.
La banda originalmente tocó la canción en ritmo de marcha. Sin embargo, Buckingham quería un estilo disco para la canción después de escuchar «Jive Talkin'» de los Bee Gees. Buckingham y el coproductor Richard Dashut construyeron la canción con cuatro pistas de audio de guitarra eléctrica y el uso de percusión de silla para evocar el rock celta. Se golpeó una silla Naugahyde para crear el sonido de percusión inusual. Originalmente, John McVie contribuyó con una parte de bajo que Ken Calliat describió como “melódica” y “fluida”. Sin embargo, mientras McVie estaba de vacaciones, Buckingham dejó su propia línea de bajo, una que era muy simple, solo notas negras. “Sin embargo, funcionó. Buckingham tenía un gran plan en la cabeza y se salió con la suya. Este fue el comienzo de él realmente tomando las decisiones. Se convirtió en algo de ‘a mi manera o en la carretera’ con él, que perfeccionó en el álbum de Tusk”. McVie eventualmente volvería a grabar la parte del bajo de acuerdo con las instrucciones de Buckingham, pero hizo pequeños cambios para hacer que la parte fuera suya.
Durante el solo de guitarra, la banda superpuso una voz sin palabras para mejorar el efecto. El periodista musical Chuck Eddy usa esto como un excelente ejemplo de músicos de rock que usan voces como línea de bajo. Según la autora Cath Carroll, el “canto de scat sincopado” de Buckingham en esta parte y su canto en el “coro vigoroso” proporciona energía a la canción. Carroll también elogia la percusión de Mick Fleetwood en el coro como una de sus mejores. Carroll resume la canción afirmando que “las guitarras acústicas retozando, un piano resonante y una voz vigorosa se combinan en la mezcla final como un todo exuberante e hiperrítmico”.

## Recepción de la crítica
La crítica de Pitchfork, Jessica Hopper, describe «Second Hand News» como “quizás la oda más eufórica a las chicas que se recuperan jamás escrita”. Ella lo describe como similar al hit single «Go Your Own Way» en ser “optimista pero totalmente jodido”. El crítico de la revista Rolling Stone, John Swenson, afirmó que «Second Hand News» era casi tan bueno como «Go Your Own Way». Él dice que a pesar de tratarse de la ruptura de su relación con Nicks, la canción es “cualquier cosa menos malhumorada, y supera por completo a los Eagles en el género del beso”. Musicalmente, Swenson afirma que “lleva la canción a un estribillo alegre”, lo que da como resultado una “armonía pop eterna”. Hoye considera que «Second Hand News» es un ejemplo de una de las canciones menos conocidas de Rumours que es “tan genial como los éxitos”. La autora Tracie Ratiner describe «Second Hand News» como una de las “canciones características” de Fleetwood Mac. El crítico de la BBC, Daryl Easlea, llamó al estribillo “eufórico”. La crítica de Classic Rock History, Millie Zeiler, la calificó como la cuarta mejor canción de Buckingham con Fleetwood Mac. En una reseña posicionando cada canción de peor a mejor del álbum, Howard Johnson posicionó «Second Hand News» en el cuarto lugar, describiéndo las voces como “ridículamente despreocupadas”.

## Certificaciones y ventas
| País              | Certificación | Ventas  |
| ----------------- | ------------- | ------- |
| Reino Unido (BPI) | Plata         | 200,000 |